# Pavare triunghiulară de ordinul 7

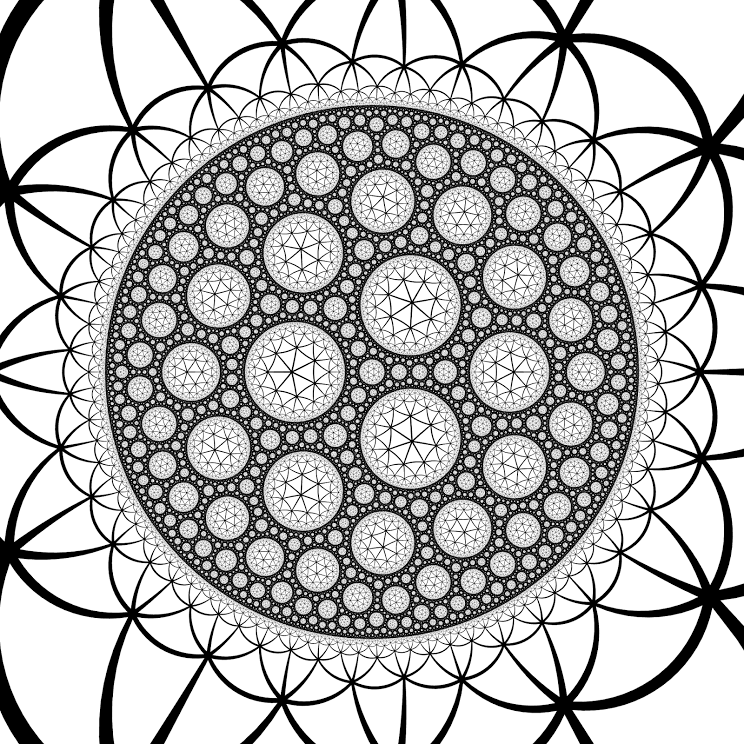
Fagurele {3,3,7} are figura vârfului {3,7}

În geometrie pavarea triunghiulară de ordinul 7 este o pavare hiperbolică regulată a planului hiperbolic cu simbolul Schläfli {3,7}, având șapte triunghiuri regulate în jurul fiecărui vârf.

## Suprafețe Hurwitz
Grupul de simetrie al pavării este Grupul triunghiului (2,3,7), iar domeniul său fundamental este triunghiul Schwarz (2,3,7). Acesta este cel mai mic triunghi Schwarz hiperbolic și, prin urmare, prin demonstrarea teoremei lui Hurwitz despre automorfisme, pavarea triunghiulară de ordinul 7 este pavarea universală care acoperă toate suprafețele Hurwitz (suprafețele Riemann cu grup de simetrie maxim), formând o triangulare al cărei grup de simetrie este egal cu grupul lor de automorfism ca suprafețe Riemann.
Cea mai mică dintre acestea este cvartica Klein⁠(d), cea mai simetrică suprafață de genul 3, împreună cu o pavare cu 56 de triunghiuri, întâlnindu-se în 24 de vârfuri, cu grupul de simetrie grupul simplu de ordinul 168, cunoscut sub numele de PSL(2,7). Suprafața rezultată poate fi, la rândul său, imersată⁠(d) poliedric în spațiul euclidian tridimensional, rezultând micul cubicuboctaedru.
Duala sa, pavarea heptagonală de ordinul 3, are același grup de simetrie, generând astfel pavări heptagonale ale suprafețelor Hurwitz.
| Grupul de simetrie al pavării triunghiulare de ordinul 7 are domeniul fundamental triunghiul Schwarz (2,3,7), care duce la aceasta | Micul cubicuboctaedru este o imersiune poliedrică a cvarticei Klein, care, ca toate suprafețele Hurwitz, este un spațiu cât al acestei pavări |

## Poliedre și pavări înrudite
Este înrudită cu două pavări stelate prin același aranjament al vârfurilor: pavare heptagramică de ordinul 7, {7/2,7} și pavarea heptagonală de ordin heptagramic, {7,7/2}.
Este legată topologic ca parte a secvenței de poliedre regulate cu simbolul Schläfli {3,p}.
| Variante de pavări regulate cu simetrie: *n32 | Variante de pavări regulate cu simetrie: *n32 | Variante de pavări regulate cu simetrie: *n32 | Variante de pavări regulate cu simetrie: *n32 | Variante de pavări regulate cu simetrie: *n32 | Variante de pavări regulate cu simetrie: *n32 | Variante de pavări regulate cu simetrie: *n32 | Variante de pavări regulate cu simetrie: *n32 | Variante de pavări regulate cu simetrie: *n32 | Variante de pavări regulate cu simetrie: *n32 | Variante de pavări regulate cu simetrie: *n32 | Variante de pavări regulate cu simetrie: *n32 |
| Sferice                                       | Sferice                                       | Sferice                                       | Sferice                                       | Euclid.                                       | Hiperb. compacte                              | Hiperb. compacte                              | Paraco.                                       | Hiperbolice necompacte                        | Hiperbolice necompacte                        | Hiperbolice necompacte                        | Hiperbolice necompacte                        |
| --------------------------------------------- | --------------------------------------------- | --------------------------------------------- | --------------------------------------------- | --------------------------------------------- | --------------------------------------------- | --------------------------------------------- | --------------------------------------------- | --------------------------------------------- | --------------------------------------------- | --------------------------------------------- | --------------------------------------------- |
|                                               |                                               |                                               |                                               |                                               |                                               |                                               |                                               |                                               |                                               |                                               |                                               |
| 3.3                                           | 3                                             | 34                                            | 35                                            | 36                                            | 37                                            | 38                                            | 3∞                                            | 312i                                          | 39i                                           | 36i                                           | 33i                                           |

Este parte a seriei regulate {n,7}:
| Pavări de forma {n,7} | Pavări de forma {n,7} | Pavări de forma {n,7} | Pavări de forma {n,7} | Pavări de forma {n,7} | Pavări de forma {n,7} | Pavări de forma {n,7} | Pavări de forma {n,7} | Pavări de forma {n,7} |
| Sferică               | Pavări hiperbolice    | Pavări hiperbolice    | Pavări hiperbolice    | Pavări hiperbolice    | Pavări hiperbolice    | Pavări hiperbolice    | Pavări hiperbolice    | Pavări hiperbolice    |
| --------------------- | --------------------- | --------------------- | --------------------- | --------------------- | --------------------- | --------------------- | --------------------- | --------------------- |
| · {2,7} ·             | · {3,7} ·             | · {4,7} ·             | · {5,7} ·             | · {6,7} ·             | · {7,7} ·             | · {8,7} ·             | ...                   | · {∞,7} ·             |

Dintr-o construcție Wythoff se obțin opt pavări uniforme ale planului hiperbolic, care pot fi bazate pe pavarea heptagonală regulată și pavarea triunghiulară de ordinul 7.
Desenând dalele colorate în roșu pe fețele originale, galben la vârfurile originale și albastru de-a lungul laturilor, există 8 forme.
| Pavări heptagonale/triunghiulare uniforme | Pavări heptagonale/triunghiulare uniforme | Pavări heptagonale/triunghiulare uniforme | Pavări heptagonale/triunghiulare uniforme | Pavări heptagonale/triunghiulare uniforme | Pavări heptagonale/triunghiulare uniforme | Pavări heptagonale/triunghiulare uniforme | Pavări heptagonale/triunghiulare uniforme | Pavări heptagonale/triunghiulare uniforme | Pavări heptagonale/triunghiulare uniforme | Pavări heptagonale/triunghiulare uniforme | Pavări heptagonale/triunghiulare uniforme |
| Simetrie: [7,3], (*732)                   | Simetrie: [7,3], (*732)                   | Simetrie: [7,3], (*732)                   | Simetrie: [7,3], (*732)                   | Simetrie: [7,3], (*732)                   | Simetrie: [7,3], (*732)                   | Simetrie: [7,3], (*732)                   | [7,3]+, (732)                             |                                           |                                           |                                           |                                           |
| ----------------------------------------- | ----------------------------------------- | ----------------------------------------- | ----------------------------------------- | ----------------------------------------- | ----------------------------------------- | ----------------------------------------- | ----------------------------------------- | ----------------------------------------- | ----------------------------------------- | ----------------------------------------- | ----------------------------------------- |
|                                           |                                           |                                           |                                           |                                           |                                           |                                           |                                           |                                           |                                           |                                           |                                           |
| {7,3}                                     | t{7,3}                                    | r{7,3}                                    | t{3,7}                                    | {3,7}                                     | rr{7,3}                                   | tr{7,3}                                   | sr{7,3}                                   |                                           |                                           |                                           |                                           |
| Dualele celor de mai sus                  |                                           |                                           |                                           |                                           |                                           |                                           |                                           |                                           |                                           |                                           |                                           |
|                                           |                                           |                                           |                                           |                                           |                                           |                                           |                                           |                                           |                                           |                                           |                                           |
|                                           |                                           |                                           |                                           |                                           |                                           |                                           |                                           |                                           |                                           |                                           |                                           |
| V73                                       | V3.14.14                                  | V3.7.3.7                                  | V6.6.7                                    | V37                                       | V3.4.7.4                                  | V4.6.14                                   | V3.3.3.3.7                                |                                           |                                           |                                           |                                           |